# Формин (Горишниця)
Формин (словен. Formin) — поселення в общині Горишниця, Подравський регіон‎, Словенія.